# Сбогом, момчета
„Сбогом, момчета“ (на френски: Au revoir les enfants) е френско-западногермански филм от 1987 година, военна драма на режисьора Луи Мал по негов собствен сценарий.

## Сюжет
Филмът се основава на спомените на Луи Мал, когато е на дванадесет години и учи в католически колеж. В началото на зимата на 1944 г. той става свидетел на нападение на Гестапо, в резултат на което трима еврейски ученици и един учител са изпратени в Аушвиц (всички отиват в газовите камери още при пристигането си), а директорът е арестуван (той е изпратен в Маутхаузен, където умира през 1945 г., малко след освобождението на лагера от американската армия).

## В ролите
| Изпълнител                | Роля               |
| ------------------------- | ------------------ |
| Гаспар Манес              | Жулиен             |
| Рафаел Фейто              | Жан Боне           |
| Франсин Расет             | Майката на Жулиен  |
| Станислас Каре де Малибер | Франсоа            |
| Филип Морие-Жену          | Отец Жан           |
| Франсоа Берлеан           | Отец Мишел         |
| Франсоа Негре             | Жозеф              |
| Петер Фиц                 | Мюлер              |
| Ирен Жакоб                | Мадемуазел Давение |

## Награди и номинации
- 1987 Печели Награда „Златен лъв“.